# Elexalde (Lejona)
Elexalde es una entidad de población española del municipio de Lejona, perteneciente a la provincia de Vizcaya, en la comunidad autónoma del País Vasco.

## Toponimia
El lugar puede aparecer referido con las grafías «Elexalde» y «Elejalde».

## Historia
Hacia mediados del siglo XIX, el lugar, un barrio ya por entonces perteneciente a Lejona, tenía contabilizada una población de 63 habitantes. Aparece descrito en el séptimo volumen del Diccionario geográfico-estadístico-histórico de España y sus posesiones de Ultramar de Pascual Madoz con las siguientes palabras:

ELEJALDE: barrio en la prov. de Vizcaya, part. jud. de Bilbao, térm. jurisd. de Lexona: 9 casas, 10 vec., 63 alm.
(Madoz, 1847, p. 465)

En 2023, la entidad singular de población tenía empadronados 19 942 habitantes y el núcleo de población, 10 434.